# Municipio de Kenockee
El municipio de Kenockee (en inglés: Kenockee Township) es un municipio ubicado en el condado de St. Clair en el estado estadounidense de Míchigan. En el año 2010 tenía una población de 2470 habitantes y una densidad poblacional de 26,57 personas por km².

## Geografía
El municipio de Kenockee se encuentra ubicado en las coordenadas 43°1′55″N 82°41′38″O / 43.03194, -82.69389. Según la Oficina del Censo de los Estados Unidos, el municipio tiene una superficie total de 92.95 km², de la cual 92,34 km² corresponden a tierra firme y (0,66 %) 0,61 km² es agua.

## Demografía
Según el censo de 2010, había 2470 personas residiendo en el municipio de Kenockee. La densidad de población era de 26,57 hab./km². De los 2470 habitantes, el municipio de Kenockee estaba compuesto por el 97,69 % blancos, el 0,24 % eran afroamericanos, el 0,69 % eran amerindios, el 0,08 % eran asiáticos, el 0,36 % eran de otras razas y el 0,93 % eran de una mezcla de razas. Del total de la población el 1,34 % eran hispanos o latinos de cualquier raza.